# Huai-Dong Cao
Dans ce nom chinois, le nom de famille, Huai-Dong, précède le nom personnel.
Huai-Dong Cao (chinois simplifié : 曹怀东 ; chinois traditionnel : 曹懷東 ; pinyin : Cáo Huáidōng ; Wade : Ts'ao2 Huai2-tung1, né en 1959) est un mathématicien chinois, titulaire de la chaire « A. Everett Pichet » de professeur de mathématiques à l'Université Lehigh et de professeur de mathématiques à l'Université Tsinghua.

## Biographie
Huai-Dong Cao est né le 8 novembre 1959 à Jiangsu. Cao a reçu son B. A. à l'Université Tsinghua en 1981 et son doctorat à l'Université de Princeton, en 1986, sous la supervision de Shing-Tung Yau,  lauréat de la médaille Fields et récipiendaire de la Médaille nationale de la science. La spécialité du Pr Cao est l'analyse géométrique et il est un expert dans le domaine du flot de Kähler–Ricci.
Cao est un ancien directeur adjoint de l'Institut de Mathématiques Pures et Appliquées (IPAM) à l'UCLA. Il a occupé des postes de professeur invité au MIT, à l'Université de Harvard, à l'Institut Isaac Newton, à l'Institut Max-Planck, à l'IHES, à l'ETH Zurich et à l'Université de Pise.
Cao a collaboré avec Zhu Xiping de l'Université Sun-Yat-sen dans la vérification de la preuve de Grigori Perelman concernant la conjecture de Poincaré. L'équipe de Cao–Zhu est l'une des trois équipes formées à cet effet. Les autres équipes étaient l'équipe Tian–Morgan, composée de Gang Tian de l'Université de Princeton et John Morgan de l'Université Columbia, et l'équipe Kleiner–Lott, composée de Bruce Kleiner de l'Université Yale et John Lott (en) de l'Université du Michigan. Zhu et Cao ont publié un article dans le numéro de juin 2006 de l'Asian Journal of Mathematics avec un exposé complet de la preuve de Poincaré et des conjectures de géométrisation. Ils ont d'abord laissé entendre que la preuve était issue de leur propre travail, basé sur la théorie de Hamilton-Perelman, mais par la suite ils sont revenus sur la version originale de leur article, et ont publié une version révisée, dans laquelle ils font état de leur travail sous le nom plus modeste d'« exposé de la preuve de Hamilton–Perelman ». Ils ont également publié un erratum révélant qu'ils avaient oublié de citer correctement les travaux antérieurs de Kleiner et Lott publiés en 2003. Dans le même numéro, le comité de rédaction de l' Asian Journal of Mathématics a publié des excuses pour ce qu'il appelait « imprudences » dans l'article de Cao–Zhu.

## Prix et distinctions
Il a reçu une bourse d'études de la Fondation John Simon Guggenheim (2004) et une autre de la Fondation Alfred P. Sloan (1991-1993). Il est rédacteur en chef de la revue Journal of Differential Geometry.